# Émile Lainé
Ne doit pas être confondu avec Élie Lainé.

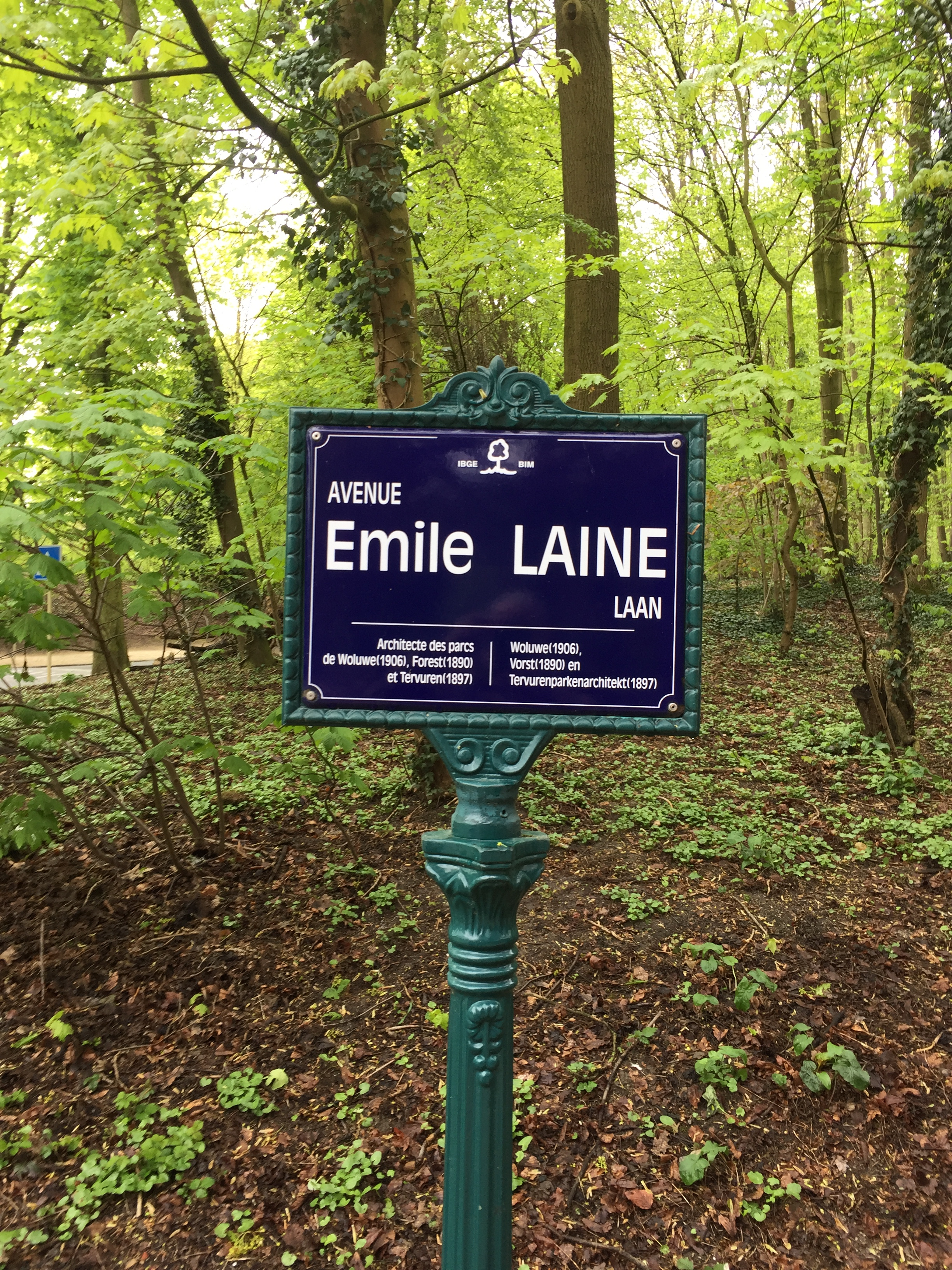
Avenue Émile Lainé

Émile Lainé est un architecte paysagiste français né aux Brouzils le 8 décembre 1863 et décédé à La Rochelle le 21 octobre 1958. 